# Tấn Nguyên Đế
Tấn Nguyên Đế (chữ Hán: 晉元帝, 276-323), là vị Hoàng đế thứ 6 của triều đại Nhà Tấn trong lịch sử Trung Quốc, đồng thời là vị vua đầu tiên của nhà Đông Tấn, ở ngôi từ năm 317 đến năm 323. Thời đại của Nguyên Đế mở đầu thời kỳ suy yếu của nhà Tấn, chỉ còn làm chủ vùng phía nam sông Hoài xuống Giang Nam.

## Tiểu sử
Tấn Nguyên Đế tên thật là Tư Mã Duệ (司馬睿) (276-323). Ông là dõng dõi tôn thất nhà Tấn, con của Lang Gia Cung vương Tư Mã Cận với Lang Gia vương phi Hạ Hầu Quang Cơ, anh Đông An công Tư Mã Do. Xét theo phả hệ dòng họ Tư Mã thì ông là em họ của Tấn Huệ Đế Tư Mã Trung, do Tư Mã Ý là cụ nội, còn ông nội ông là Tư Mã Trụ (司馬伷), em trai của Tư Mã Chiêu.

## Thời Tây Tấn

### Trong Loạn bát vương
Năm 290, khi Tư Mã Cận chết, Tư Mã Duệ được tập tước Lang Gia vương. Trong loạn bát vương, Tư Mã Duệ tham gia phái của Đông Hải vương Tư Mã Việt. Khi nội bộ mâu thuẫn, Thành Đô vương Tư Mã Dĩnh giết Đông An vương Tư Mã Do. Tư Mã Duệ sợ bị liên luỵ, bèn cùng văn thần Vương Đạo mưu bỏ trốn về quận Lang Gia. Tuy nhiên Tư Mã Dĩnh đoán biết ý đó, bèn ra lệnh phong tỏa các bến đò. Dù đã thay đổi quần áo nhưng khi ra tới bến đò sông Hoàng Hà, ông vẫn bị người gác nghi vấn chặn lại. Lúc đó có tùy tùng là Tống Điển nhanh trí lấy roi ngựa đập lên người ông nói:
Xã trưởng này, quan cấm người quyền quý, sao ngươi cũng bị giữ lại thế?
Viên lại giữ bến đò nghe thế không còn nghi ngờ ông, bèn thả cho đi.
Năm 305, Tư Mã Duệ được Tư Mã Việt cử làm Bình Đông Tướng quân, đóng quân ở Hạ Phì, trông coi việc quân sự ở Từ Châu. Tư Mã Duệ dùng Vương Đạo (276–339) làm Quân Tư mã.

### Xây dựng thế lực ở Giang Nam
Năm 307, Tư Mã Duệ được Đông Hải vương Tư Mã Việt cho phép đến đóng tại Kiến Khang, giữ chức Đô đốc Dương Châu trông coi việc quân sự ở Giang Nam. Khi Tư Mã Duệ đến nhậm chức chỉ có một số ít người ra đón. Theo đề nghị của Vương Đạo, Tư Mã Duệ tranh thủ sự ủng hộ của các đại tộc lớn Chu, Cam, Cố, Tạ, Kỷ mời những người người có tiếng tăm như Cố Vinh, Hạ Tuân tham gia chính quyền. Họ Vương giữ vai trò chủ chốt trong chính quyền vùng Dương Châu.
Năm 312, Thạch Lặc từ Giang Bắc đến đóng quân ở Cát Bi (bắc huyện Tân Thái, Hà Nam), chuẩn bị lực lượng tấn công vào Kiến Nghiệp. Tư Mã Duệ vội điều động quân đội đến Thọ Xuân, bổ nhiệm Trấn Đông Trưởng sử Kỷ Chiêm làm Dương Uy Tướng quân, đô đốc quân đội. Nhân lúc quân Thạch Hổ (em họ Thạch Lặc) mải cướp lương thực, quân Tấn tập kích đánh cho đại bại phải rút về phương bắc. Khi Thạch Lặc rút quân, quân Tấn thực hiện chính sách vườn không nhà trống làm cho quân Thạch Lặc không kiếm được lương.
Trước đó tại Giang Nam, tướng Vương Đôn (Phò mã của Tấn Vũ Đế), nguyên Thứ sử Thanh Châu, được Đông Hải vương Tư Mã Việt cử làm Thứ sử Dương Châu, xua quân xuống phía nam, quét sạch các lực lượng vũ trang cát cứ tại khu vực nằm giữa sông Trường Giang và sông Hoài, thế lực bước đầu có quy mô.
Năm 311, dân lưu lạc tại Kinh-Tương do Đỗ Thao cầm đầu khởi nghĩa chống lại nhà Tấn, bị lực lượng của Vương Đôn trấn áp. Vương Đôn thừa cơ sáp nhập vùng trung du của Trường Giang vào phạm vi thế lực của họ Vương. Cùng năm đó, Vương Đôn kiêm nhiệm đô đốc quân sự 6 châu Giang, Dương, Kinh, Tương, Giao, Quảng, trở thành tập đoàn quân sự lớn nhất ở phía nam.
Năm 313, Tấn Mẫn Đế lên ngôi, phong cho ông làm Tả thừa tướng.

## Lên ngôi Hoàng đế
Năm 316, quân Hán Triệu tộc Hung Nô tiến đánh Trường An, bắt Tấn Mẫn Đế. Miền bắc Trung Quốc bị các tộc Ngũ Hồ xâm chiếm. Một số châu quận vẫn thế thủ chống lại quân Ngũ Hồ nhưng không có người cầm trịch.
Trước tình hình đó, các họ lớn ở đó gồm có Chu, Cam, Lữ, Cố, ủng hộ Tư Mã Duệ tự lập làm vua, ngày Tân Mão tháng 3 ÂL năm 317, ông xưng Tấn vương và đặt niên hiệu Kiến Vũ, lập Tông miếu, kiến xã tắc, cầm quyền chỉ huy vùng Giang Nam vì khi đó Mẫn Đế đang bị cầm tù ở Bình Dương.
Năm 318, Mẫn Đế bị vua Hán là Lưu Thông giết. Tin đó truyền đến Kiến Khang vào tháng 3 ÂL, ngày Canh Ngọ cùng tháng, Tư Mã Duệ bèn lên ngôi Hoàng đế, tức là Nguyên Đế của triều Đông Tấn (317-420).

### Cán cân quyền lực ở miền Nam
Có khoảng 100 gia đình quý tộc lớn ở phía bắc chạy xuống phía nam. Sĩ tộc Giang Nam bằng lòng liên hợp với sĩ tộc miền Bắc di dời xuống để chống lại thế lực Ngũ Hồ đang muốn xâm lược phía nam. Địa vị và quyền lợi của địa chủ miền Bắc được nhà Đông Tấn đảm bảo nên các địa chủ miền Bắc nhanh chóng củng cố được thế lực và tham gia bộ máy chính quyền mới, ủng hộ nhà Đông Tấn.
Ở Giang Nam, giới địa chủ đã có đất đai và chính quyền rồi nên cũng không có ý muốn quay trở về miền Bắc.
Tể tướng Vương Đạo chủ trương đường lối bảo vệ quyền lực Hoàng đế, cân bằng các sĩ tộc hai vùng Bắc Nam, nhượng bộ và buông lỏng với thế gia đại tộc. Quan điểm của Vương Đạo là "cứ bình tĩnh, cầu sao cho hòa hoãn tạm thời rồi mọi việc đâu lại vào đấy".
Các sĩ tộc miền Nam bất mãn trước việc sĩ tộc phương Bắc đang có ý định nắm chính quyền và có thái độ tiêu cực đối với việc Bắc phạt. Nguyên Đế cũng theo tư tưởng đó của Vượng Đạo. Chính vì vậy, những người có chủ trương Bắc phạt mạnh mẽ, điển hình là Tổ Địch, không được hậu thuẫn mạnh mẽ từ phía chính quyền trung ương. Tổ Địch phải tự lực mộ quân đánh lên Bắc và sau một thời gian, do những yếu tổ cản trở đã phẫn chí qua đời.

## Vụ biến loạn Vương Đôn
Năm 320, mâu thuẫn giữa Nguyên Đế và Vương Đôn lên đến đỉnh điểm, Vương Đôn ngày càng có nhiều tham vọng kiểm soát các châu quận phía tây. Sang năm 321, Nguyên Đế lệnh cho các tướng Đới Uyển, Lưu Quỹ đem quân chống cự Hậu Triệu nhưng thực tế để ngăn ngừa Vương Đôn.
Mùa xuân năm 322, Vương Đôn bắt đầu chiến dịch chống lại Nguyên Đế, tuyên bố Nguyên Đế bị Lưu Quỹ và Điêu Hiệp lừa dối, và mục đích của Đôn nhằm làm trong sạch chính quyền. Vương Đôn thuyết phục Cam Trác, Thứ sử Lương Châu và Biện Cổn, Thứ sử Tương Châu ủng hộ nhưng không ai hưởng ứng, nhưng cũng không ngăn chặn hành động của Vương Đôn, giữ thái độ trung lập.
Dù Vương Đôn là anh họ Vương Đạo, nhưng Nguyên Đế vẫn phái Vương Đạo làm Tiên phong Đại đô đốc chỉ huy chống lại Vương Đôn. Vương Đôn tiến quân về Kiến Khang, đánh bại lực lượng của Nguyên Đế. Lưu Quỹ chạy sang hàng Hậu Triệu, trong khi Điêu Hiệp, Đới Uyển, Bộc xạ Chu Kỷ và một số khác bị giết. Nguyên Đế buộc phải nhượng bộ và gia tăng quyền lực cho Vương Đôn. Vương Đôn thỏa mãn với điều đó và không tính chuyện lật đổ Nguyên Đế. Vương Đôn rút về Vũ Xương , đánh bại Tư Mã Thành, đồng thời ám hại Cam Trác.
Không lâu sau, Nguyên Đế lâm bệnh mất, con là Tư Mã Thiệu lên ngôi (tức Minh Đế). Vương Đôn sau này bị đánh bại dưới thời Minh Đế.

## Gia đình
- Cha: Lang Gia Cung vương Tư Mã Cận
- Mẹ: Lang Gia vương phi Hạ Hầu Quang Cơ
- Anh em
  - Đông An vương Tư Mã Do
- Hậu phi
  - Ngu Mạnh Mẫu, sau truy tôn là Nguyên Kính hoàng hậu
  - Dự Chương quận quân Tuân Thị, sinh Tấn Minh Đế Tư Mã Thiệu và Lang Nha vương Tư Mã Bầu, mất năm 335
  - Trịnh phu nhân, sinh Tư Mã Hoán, Tấn Giản Văn Đế Tư Mã Dục và Tầm Dương công chúa, mất năm 326, sau được truy tôn là Tuyên Thái hậu
  - Thạch Tiệp dư, sinh Tư Mã Xung
  - Vương tài nhân, sinh Tư Mã Hi
- Con cái
  - Tấn Minh Đế Tư Mã Thiệu, tự Đạo Kì
  - Lang Gia Hiếu vương Tư Mã Bầu, tự Đạo Thành
  - Đông Hải Ai vương Tư Mã Xung (mất sớm)
  - Vũ Lăng Uy vương Tư Mã Hi (tự Đạo Thúc)
  - Lang Gia Điệu vương Tư Mã Hoán (tự Diệu Tổ, mất sớm)
  - Tấn Giản Văn Đế Tư Mã Dục
  - Tầm Dương công chúa, lấy Tuân Di